# Deutschlandsberg
Deutschlandsberg je rakouské město ve spolkové zemi Štýrsko. Je sídlem okresu Deutschlandsberg. Žije zde přibližně 12 tisíc obyvatel.

## Hospodářství a infrastruktura
Mezi firmy, které zde sídlí patří výrobce polovodičů Epcos, kterou vlastní firma TDK. Mezi další důležité zaměstnavatele patří SVI Austria GmbH, LOGICDATA Electronic & Software Entwicklungs GmbH a Kaiser Systeme.